# 骨质软化
骨质软化（英語：Osteomalacia）又稱軟骨病，是一种因骨骼代谢障碍而引起的骨骼软化疾病，引起骨骼代谢障碍的原因有人體缺乏磷酸盐、钙和维生素D，或是鈣的骨質吸收作用。儿童要是出現骨质疏松則称为佝僂病，正因为如此，骨质疏松症这一稱呼常用于程度较轻的成人患者。骨质软化的症状和体征有身體出現弥漫性疼痛、肌肉无力和脆弱的骨骼。及時补充维生素D和钙可以预防和治疗骨质软化。